# Рок проти комунізму
Рок проти комунізму (англ. Rock Against Communism, RAC) — рух в рок-музичній культурі, що виник у Великій Британії, який розглядається як жанр. Цей рух виник як своєрідна реакція на рух «Рок проти расизму», під цією ж назвою у 1980-х роках було проведено кілька концертів, організатором яких був лідер гурту Skrewdriver Ян Стюарт Дональдсон.
У музичному та текстовому відношеннях цей рух охоплював широкий стилістичний спектр від класичного року та патріотичних рок-балад до агресивного НС блек-металу.
Тематика пісень деяких послідовників цього руху зосереджується не суто на антикомуністичній тематиці, а й зачіпає теми нацизму, расизму та антисемітизму, тому дехто ототожнює RAC з неонацистськими рухами.

## Представники
- Honor (Польща)
- Skrewdriver (Велика Британія)
- Landser (Німеччина)
- Konkwista 88 (Польща)
- Stahlgewitter (Німеччина)
- Sleipnir (Німеччина)
- Nordfront (Німеччина)
- Коловрат (Росія)
- Вандал (Росія)
- Киборг (Росія)
- ХорСС (Росія)
- Final War (США)
- Sniper (Фінляндія)
- Die Lunikoff Verschwörung (Німеччина)
- Gigi & Die Braunen Stadtmusikanten (Німеччина)
- Sturmwehr (Німеччина)
- Oidoxie (Німеччина)
- Macht und Ehre (Німеччина)
- Division Germania (Німеччина)
- Szwadron 97 (Польща)
- No Remorse (Велика Британія)
- Kraftschlag (Німеччина)
- Agressiva 88 (Польща)
- Race War (Німеччина)
- Brutal Begude (Франція)
- Übermensch (Німеччина)
- Бранник (Болгарія)

### В Україні
- IH8P (Дніпро)
- Aparthate (Київ)
- Сокира Перуна (Київ)
- Сейтар (Київ)
- Whites Load (Київ)
- Лють (Дніпро)
- Білий Шквал (Львів)
- 9 Вал (Донецьк)
- Nachtigall (Львів)
- Цирюльня ім. Котовского (Миколаїв)
- Русич (Київ)
- White Lions (Севастополь)
- Машинґвер (Кривий Ріг)
- Щит і меч (Миколаїв)